# Clytie micra
Clytie micra là một loài bướm đêm trong họ Erebidae.